# Orthocentrus marginatus
Orthocentrus marginatus é uma espécie de insetos himenópteros, mais especificamente de vespas pertencente à família Ichneumonidae.
A autoridade científica da espécie é Holmgren, tendo sido descrita no ano de 1858.
Trata-se de uma espécie presente no território português.